# Пильц, Кароль
Кароль Пильц (пол. Karol Piltz; 7 февраля 1898, Варшава — 1939) — польский шахматист.
Выступал за команду Польши на 1-й неофициальной шахматной олимпиаде в Париже в 1924 г., разделил 3-7 места на 1-м чемпионате Польши по шахматам в Варшаве в 1926 г. (победил Давид Пшепюрка) и 17-18 места на 4-м чемпионате Польши в 1937 г. (победил С. Г. Тартаковер).
В 1929 году в составе команды Варшавы (А. Бласс, Р. Файнмессер, П. Фридман, С. Кон, Л. Кремер, Х. Погорелый) завоевал золотую медаль в 1-м командном чемпионате Польши в Крулевской-Хуте.
Умер во время обороны Варшавы в сентябре 1939 года.

## Спортивные достижения
| Год  | Город   | Турнир                  | + | −  | = | Результат | Место |
| ---- | ------- | ----------------------- | - | -- | - | --------- | ----- |
| 1924 | Париж   | Неофициальная олимпиада | 4 | 5  | 4 | 6 из 13   |       |
| 1926 | Варшава | 1-й чемпионат Польши    | 9 | 5  | 3 | 11½ из 17 | 3—7   |
| 1937 | Юрата   | 4-й чемпионат Польши    | 6 | 12 | 3 | 7½ из 21  | 17—18 |